# Armando Sevinate Pinto
Armando José Cordeiro Sevinate Pinto GCC (Ferreira do Alentejo, Ferreira do Alentejo, 1 de janeiro de 1946 — Lisboa, 29 de março de 2015) foi um político, professor e engenheiro agrónomo português.

## Família
Filho de Armando Augusto Sevinate Pinto (Aljustrel, São João de Negrilhos, 1902 - 1971) e de sua mulher (1939) Maria Ana de Sousa e Meneses da Silva Cordeiro (Santarém, Santa Iria da Ribeira de Santarém, 1909 - 1995), sobrinha-trineta do pai do 1.º Visconde de Alter do Chão e tetraneta dum Italiano e do 1.º Barão de Arcossó.

## Biografia

### Nascimento e formação
Sevinate Pinto nasceu na vila de Ferreira do Alentejo, em 1 de Janeiro de 1946.
Entre Outubro de 1965 e Setembro de 1970, frequentou o Instituto Superior de Agronomia da Universidade Técnica de Lisboa, onde se licenciou em Indústrias Agrícolas. No Centro de Estudos de Economia Agrária da Fundação Calouste Gulbenkian, apresentou a tese de licenciatura Modelos Econométricos aplicados à agricultura.

### Carreira profissional e política
Após sair do Centro de Estudos de Economia Agrária, empregou-se no Gabinete de Planeamento do Ministério do Comércio e Turismo. Em Novembro de 1976 foi nomeado por Fernando Gomes da Silva para fazer parte de uma comissão que criou o Plano de Médio Prazo 77-80, tendo sido responsável, em conjunto com António Cortez de Lobão, pela parte do plano relativa à mercados e preços de produtos agrícolas. Entre 1978 e 1985, ocupou a posição de director de serviços no Gabinete de Planeamento, e de director-geral daquele Gabinete desde 1985 até Fevereiro de 1987. Armando Sevinate Pinto foi um dos principais responsáveis pelas negociações para a entrada de Portugal na Comunidade Económica Europeia, e de 1984 a 1986, fez parte da Comissão para
a Integração Europeia. Em Julho de 1986, esteve presente na cerimónia de adesão de Portugal à Comunidade Económica Europeia, no Mosteiro dos Jerónimos.
Em 1987, tornou-se director na Comissão Europeia, tendo até 1989 chefiado a divisão de Orientação do Fundo Europeu de Orientação e Garantia Agrícola (FEOGA) e a área da Investigação Agrícola, onde foi responsável por um orçamento de 2.500 milhões de Ecus. De 1989 a 1993, liderou a divisão do Desenvolvimento Rural, para todos os estados membros.
Em 1993 regressou ao território nacional, tendo sido integrado no programa Agro.Ges do professor Fernando Avillez, que foi de grande importância no contexto da agricultura portuguesa.
Em termos de política nacional, foi o principal promotor dos regulamentos 2078, 2079 e 2080, que permitiram a preservação de muitas centenas de hectares de pinhal e de outras espécies florestais.
Entre 6 de Abril de 2002 e 17 de Julho de 2004, ocupou o cargo de Ministro da Agricultura, do Desenvolvimento Rural e das Pescas no XV Governo Constitucional. De Janeiro de 2006 a Março de 2014, exerceu como Consultor para
os Assuntos Agrícolas e o Mundo Rural do Presidente da República Aníbal Cavaco Silva, cargo do qual pediu a exoneração em virtude de ter assinado um manifesto em favor da reestruturação da dívida do Estado Português.
Laborou igualmente como docente em várias instituições, incluindo o Ministério da Agricultura, Instituto Nacional de Administração, Confederação dos Agricultores de Portugal, Escola Superior Agrária de Santarém, Universidade de Évora, Universidade Lusíada, Universidade Católica, Instituto Superior de Agronomia, Universidade dos Açores e a Escola Superior Agrária de Beja. Foi um dos responsáveis pela série A Terra e os Homens da Rádio Televisão Portuguesa, que teve treze programas. Fez parte da Comissão de Avaliação do Ensino Superior do Ministério da Educação, do Conselho de Avaliação e Qualidade do Instituto Politécnico de Beja e do Conselho Geral da Universidade de Évora. Também presidiu ao conselho de curadores do festival de música sacra Terras sem Sombra, instituído desde 2004 pelo Departamento do Património Histórico e Artístico da Diocese de Beja.
Tornou-se membro efectivo da Ordem dos Engenheiros em 1973, como parte do Colégio de Engenharia Agronómica. Na Ordem, fez parte do Conselho de Admissão e Qualificação da Associação Profissional.
Trabalhou igualmente para a Associação Interprofissional da Cortiça. Na altura do seu falecimento, ocupava a posição de coordenador técnico da companhia Agro.Ges.

## Falecimento
Armando Sevinate Pinto faleceu em 29 de Março de 2015, num hospital em Lisboa, onde tinha sido hospitalizado alguns dias antes. O corpo foi posto na câmara ardente da Igreja da Ressurreição em Cascais, seguindo depois para o cemitério da Guia, naquela vila.

## Funções governamentais exercidas
- XV Governo Constitucional
  - Ministro da Agricultura, do Desenvolvimento Rural e das Pescas

## Casamento e descendência
Casou em 1971 com Maria Teresa Mendonça de Lima (Lisboa, São Sebastião da Pedreira, 1942), Fisioterapeuta, filha de Rui Cândido de Figueiredo Lima, Licenciado em Medicina, e de sua mulher Maria Alcina da Mota Mendonça, da qual teve: 
- Inês Mendonça de Lima Sevinate Pinto
- Filipe Mendonça de Lima Sevinate Pinto

## Homenagens
A 9 de Junho de 2005 foi agraciado com a Grã-Cruz da Ordem Militar de Nosso Senhor Jesus Cristo. Recebeu este prémio do presidente da república, Jorge Sampaio, numa cerimónia realizada no Pavilhão Multiusos de Guimarães.
Na sequência do seu falecimento, o Grupo Municipal de Lisboa do Partido Social Democrata emitiu um voto de pesar, onde destacou os serviços que Sevinate Pinto prestou ao país.
O nome de Armando Sevinate Pinto foi colocado num auditório da exposição AgroGlobal.

## Obras publicadas
- Plano de médio prazo 77/80 – Agricultura, Silvicultura e Pecuária (1977)
- A Economia do Sector Agrícola. Análise da evolução 1976-1980 (1982)
- A Agricultura Portuguesa no período 1950-1980: de suporte do crescimento industrial a travão ao desenvolvimento económico (1984)
- Um Contributo para a Defesa do Mundo Rural Português (1993)
- O cheiro da terra (2018)